# Dr. Z-Vago
Negative A, Dr. Z-Vago en Catkiller zijn aliassen van Angelo Goede (21 september 1976).
Op zijn negende begon hij fanatiek met platen door elkaar te mixen en te scratchen. Het eerste echte housefeest waar hij draaide was 'The Maniac Dimension' in 1993. In 1994 maakte hij zijn eerste nummers onder de naam XD. In 1995 stopte hij met het maken van happy hardcore en ging hij door met de 'echte' hardcore. 1997 en 1998 waren drukke jaren voor hem: hij draaide bijna elk weekend in volle zalen. Maar in 1998 ging de populariteit van de muziek omlaag. In 1999 ging hij met artiesten van Megarave Records naar de Verenigde Staten om in Los Angeles de hardcoremuziek te promoten. Hij bleef actief op feesten draaien in binnen- en buitenland. Inmiddels maakt hij 30 tracks per jaar voor verschillende platenmaatschappijen.